# Eumecosoma caerulum
Eumecosoma caerulum är en tvåvingeart som beskrevs av Scarbrough och Perez-gelabert 2006. Eumecosoma caerulum ingår i släktet Eumecosoma och familjen rovflugor. Inga underarter finns listade i Catalogue of Life.